# Кук, Анна Маргарет
Анна Маргарет Кук, в замужестве виконтесса Энсон (англ. Anne Margaret Coke, Viscountess Anson; 25 января 1779, Холкэм, Норфолк — 23 мая 1843, Лондон) — британская художница.

## Биография
Дочь британского землевладельца-новатора Уильяма Кука (1752—1842; в ЭСБЕ именовался Вильям Кок), в старости получившего титул графа Лестера. Родилась в 1779 году в графстве Норфолке в поместье отца. Мать Анны Маргарет и двух её сестёр, Джейн, урождённая Даттон, была убеждённой аболиционисткой, и, кроме того, много времени уделяли благотворительности, помогая английским беднякам. Лучше всего характер матери Анны характеризует следующий штрих: своим слугам она бесплатно раздавала билеты в театр, для того, чтобы повысить их кругозор и в целом приобщить к культурной жизни. Неудивительно, что своим дочерям Джейн стремилась дать превосходное домашнее образование.

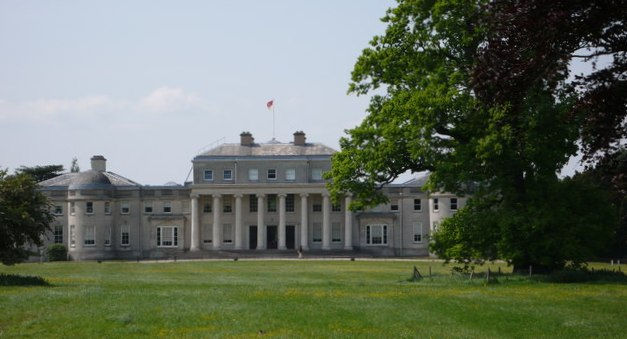
Современный вид на Шугборо-Холл (ныне — музей; Шугборо-Холл)

Впрочем, уже в 15 лет Анна Маргарет была выдана замуж за Томаса Энсона. Тому было 27 лет, и, как старший сын, он уже успел унаследовать состояние своего отца, его поместье Шугборо с усадебным домом (известным, как Шугборо-Холл). В дальнейшем по окончании успешной карьеры в парламенте, Энсон был награждён титулом виконта. Современники описывали Томаса Энсона как честного и порядочного молодого человека; ничем другим он, впрочем, не отличался. Его юную супругу напротив, описывали, как нервную, скандальную, взвинченную и беспокойную девушку, однако, в глубине добродетельную и, кроме того, находившую радость в том, чтоб помогать другим.
Уже у 20 годам Анна Маргарет родила мужу четверых детей, всего же их появилось на свет 11. Несмотря на это, она сумела дожить до 64-х лет, считалась достойной подражания хозяйкой загородного поместья и большого лондонского дома, а кроме того, умудрялась уделять время живописи.
Существует предположение, что учителем Анны Маргарет мог быть Томас Гейнсборо, так как её работы отличало высокое мастерство и некоторые общие с Гейнсборо элементы стиля и живописной техники. Как почтенная аристократка, Анна Маргарет не торговала своими работами, однако, по свидетельству современников, картины её кисти украшали почти все комнаты в Шугборо-Холле, фамильном загородном доме семейства Энсон, где их могли видеть многочисленные гости.
На сегодняшний день в превращённом в открытый для посетителей музей Шугборо-Холле хранится несколько картин Анны Маргарет, демонстрирующий высокий уровень её мастерства, как художницы.

## Галерея

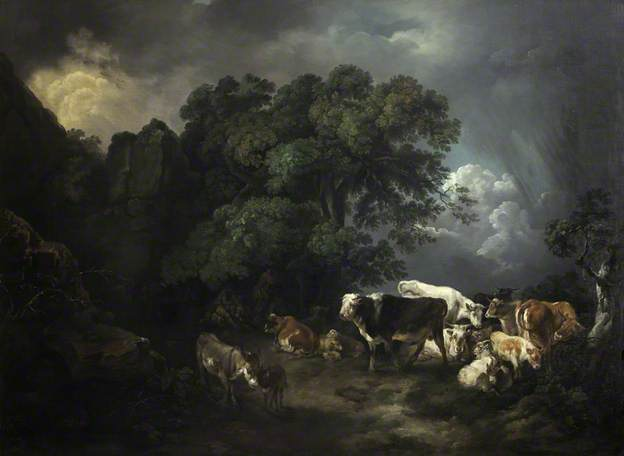
Пейзаж с грозой и стадом.
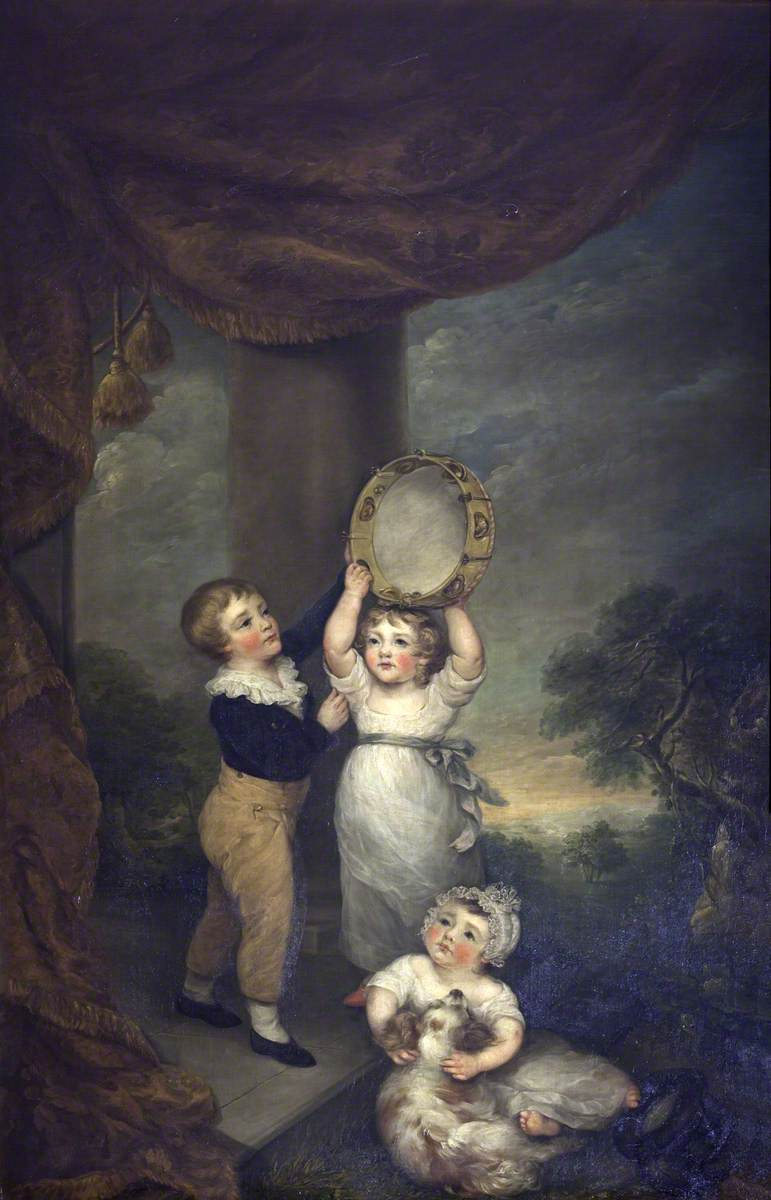
Портрет детей художницы.
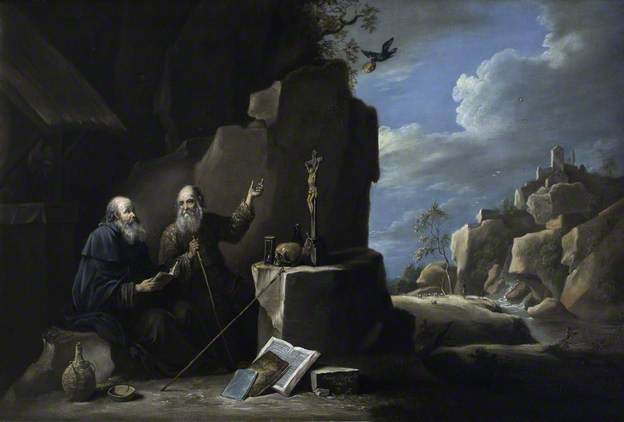
Вороны кормят пророка Илью. Копия с оригинала Тенирса.